# Сидяк Галина Федорівна
Галина Федорівна Сидяк (16 листопада 1928, місто Знам'янка, тепер Кіровоградської області — ?) — українська радянська діячка, новатор виробництва, ткаля Херсонського бавовняного комбінату Херсонської області. Депутат Верховної Ради УРСР 7-го скликання.

## Біографія
Народилася у родині робітника. У 1947 році закінчила 9 класів загальноосвітньої школи.
У 1947—1949 роках — свердлувальниця Калінінградського вагонобудівного заводу. У 1949—1955 роках — на різних роботах у місті Знам'янці Кіровоградської області. У 1953 році закінчила Знам'янську вечірню школу робітничої молоді.
З 1955 року — ткаля Херсонського ордена Леніна бавовняного комбінату Херсонської області. Систематично перевиконувала норми виробітку при відмінній якості продукції, впроваджувала у виробництво досягнення передового досвіду. У 1966 році їй було присвоєно звання ударника комуністичної праці.
Потім — на пенсії у місті Херсоні. 

## Нагороди
- медалі
- почесна грамота Президії Верховної Ради Української РСР (1968)